# Дзядовня
Дзядовня (пол. Dziadownia) — село в Польщі, у гміні Біла Велюнського повіту Лодзинського воєводства.